# Provinz Savona
Die Provinz Savona (ital. Provincia di Savona) ist eine Provinz in der italienischen Region Ligurien.
Ihre wichtigsten Städte sind die Provinzhauptstadt Savona sowie Alassio, Albenga, Albisola Superiore, Cairo Montenotte, Finale Ligure, Loano und Varazze.

## Größte Gemeinden
(Stand: 31. Dezember 2015)
| Gemeinde                | Einwohner |
| ----------------------- | --------- |
| Savona                  | 61.345    |
| Albenga                 | 24.213    |
| Varazze                 | 13.251    |
| Cairo Montenotte        | 13.269    |
| Finale Ligure           | 11.711    |
| Loano                   | 11.407    |
| Alassio                 | 10.934    |
| Albisola Superiore      | 10.163    |
| Pietra Ligure           | 8.992     |
| Vado Ligure             | 8.336     |
| Andora                  | 7.552     |
| Quiliano                | 7.232     |
| Ceriale                 | 5.561     |
| Carcare                 | 5.587     |
| Albissola Marina        | 5.570     |
| Celle Ligure            | 5.237     |
| Borghetto Santo Spirito | 4.948     |

## Sehenswürdigkeiten
- Grotta di Toirano – Tropfsteinhöhle in Toirano